# Брашњача
Брашњача (лат. Clitopilus prunulus) или печурка од слатког хлеба је јестива гљива која расте поред храстова и букава, већином у трави, у скупинама 2-7 примјерака. Распрострањена је широм наше земље, но није толико честа. Јавља се и у субмедитеранским, али не и у еумедитеранским крајевима.

## Таксономија
Тиролски природњак Ђовани Антонио Скополи описао је брашњачу као Agaricus prunulus 1772. године. Француски миколог Пјер Булијар ју је 1793. назвао Agaricus orcella. Немачки ботаничар Пол Кумер је подигао род Clitopilus и 1871. дао брашњачи њено садашње име. C. prunulus је типска врста рода чије су границе више пута редефинисане.
Популације из Јунана и Тајвана за које се раније сматрало да су у складу са C. prunulus описане су као посебна врста - Clitopilus amygdaliformis - 2007. године.
Њена уобичајена имена - брашњача и печурка од слатког хлеба - потичу из њеног карактеристичног мириса.

## Клобук
3,5–15 cm, у младости правилно кружан и ниже испупчен, касније плитко тањураст или дубље љевкаст, надоље заобљеног и подврнутог, дебљег руба, све неправилније вијугав, валовит, ужлијебљен и крилно увијен. Кожица му је благо пустенаста, готово брашнаста, и зато без сјаја.тешко се гули. Претежно бијела, но са сивкастим или оловним замагљењима, која кад се протару могу показати њежно смеђкасту основу;понекад је на тејемену и без трења мало смећкаст, у суштини све је свијетло да изгледа као бијело.

## Листићи
Мање више ниско силазни, не изразито густи,3–6 mm широки, цијеле оштрице, с много lamellula и често рачвасти;доста дуго сивкасто, односно воденасто бијели, затим с мало крем дашка прије него што ће постати све јачемеснаторужичасти.

## Отисак спора
Отисак спора је загасито, готово риђе ружичаста, ако је у довољно дубоком слоју.

## Стручак
3-7~0,6-2,3 cm, под листићима проширен, надоље ужи или ваљкаст, понекад у дну опет мало задебљан и ситно памучасто обрастао;често ексцентричан и вијугав, у доњем дијелу ужлијебљен, па често при површини и проводњен, тако да се чини мраморним. Све до у старост пун, на пријелому не оставља стршећа влакна.

## Месо
Меко и њежно, премда понешто еластично, танко, сњежно бијело. Мирише изразито и потпуно на брашно, премда се некима чини више на тијесто. Укус благ, на брашно.

## Микроскопија
Споре hyaline, само као ауреола изван стијенке ружичасте, издужено елипсоидне и готово фусиформне, с једне стране шире. Иако се у литератури наводу да имају 6 уздужних ребара, на Јадрану су биле пронађене неке са само 2-4 ребра.

## Доба
VI-XI, на Јадрану и XII мј.

## Јестивост
Врхунски је деликатес, укусна је на спремљена на разне начине и за многе је најукуснија од свих. Треба их сакупљати у четинарским шумама.  Није за кисељење.

## Сличне врсте
Слична је врсти отровна бијелица Clitocybe rivulosa. Најуочљивија разлика је њена боја. Брашњача има ружичасте споре, док споре код отровне бијелице су беле, шкрге се лакше одвајају, и брашњача мирише на сирово пециво. Брашњача је врста из шума, док је будалетина врста са травњака.
Отровна Clitocybe rivulosa има сличну боју капице, али беле споре и већина без мириса.